# 喻賢妃
喻賢妃（？—1421年），明成祖朱棣的贤妃。
早年生平不详，仅知喻氏受封为賢妃。永乐十九年（1421年）三月廿二甲申，贤妃喻氏薨。明成祖为其辍朝一日，赐祭，并追谥其为昭顺贤妃，其丧葬礼视昭献贵妃。同年五月初一壬戌朔，又加谥为忠敬昭顺贤妃。
喻氏逝世之年，《朝鲜世宗实录》记载明成祖后宫有鱼吕之乱。有韩国研究者依据喻賢妃逝世时间，喻、鱼同音，认为她被朝鲜方面误记为魚氏。帖木儿帝国使者在《沙哈鲁遣使中国记》中所记，当时，明廷正在为明成祖的一位宠妃举办隆重的葬礼。四月初八日（5月23日），明廷宣布，次日安葬宠妃。当日晚间，北京皇宫发生火灾。使者所记，明廷“尽管有这此准备，仍然不知道因那场大火，她怎样被运往墓地”:134—135。

## 衍生形象

### 電視劇
| 年份 | 劇名     | 演員   | 剧中称谓 |
| ---- | -------- | ------ | -------- |
| 2022 | 《尚食》 | 曾一萱 | 喻美人   |